# Хромичева, Стефания Иосифовна
Стефания Иосифовна Хромичева (27 ноября 1914, село Чернятин, теперь Ивано-Франковской области — ?, город Городенка Ивано-Франковской области) — украинский советский деятель, новатор сельскохозяйственного производства, председатель колхоза имени Ивана Франко села Чернятин Городенковского района Ивано-Франковской области. Герой Социалистического Труда (31.12.1965). Депутат Верховного Совета УССР 4-7-го созывов.

## Биография
Родилась в бедной крестьянской семье. Отец уехал на заработки за океан, в Канаду, где и погиб.
С юных лет батрачила у зажиточных крестьян. После присоединения Галиции к СССР, весной 1940 года вступила в колхоз Городенковского района Станиславской области, работала звеньевой.
После Великой Отечественной войны — звеньевая, заведующий фермы колхозов в селах Ясенев-Пильный и Глушков Городенковского района Станиславской области. Звено Хромичевой отмечалась выращиванием высоких урожаев сахарной свеклы: собирали по 600 центнеров сахарной свеклы с гектара на площади 5 га.
Член ВКП(б) с 1949 года.
До 1953 года — секретарь партийной организации колхоза имени Сталина села Ясенив-Пильный Городенковского района Станиславской области.
В 1953—1970 годах — председатель колхоза имени Буденного (потом — имени Чкалова, имени Ивана Франко) села Чернятин Городенковского района Станиславской (Ивано-Франковской) области. За умелое руководство многоотраслевым хозяйством, за высокие показатели его развития Хромичева была удостоена звания Героя Социалистического Труда.
Потом — на пенсии в городе Городенке Городенковского района Ивано-Франковской области.

## Награды
- Герой Социалистического Труда (31.12.1965)
- три ордена Ленина (,26.02.1958, 31.12.1965)
- ордена
- медали